# トロ・ステーション
- まいにちいっしょ > トロ・ステーション
- 週刊トロ・ステーション > トロ・ステーション
- みんなといっしょ > トロ・ステーション

トロ・ステーションとは、『まいにちいっしょ』及び後継コンテンツの『週刊トロ・ステーション』内で無料配信されていたトロとクロによるニュース番組である。略称は「トロステ」。2006年11月11日から2013年3月22日まで配信されていた。

## 概要
2006年11月11日（PlayStation 3発売日）から『まいにちいっしょ（以下、まいいつ）』内での放送終了日である2009年11月11日（1097日間、1099回目）まで日刊配信され、後継コンテンツの『週刊トロ・ステーション（以下、週トロ）』では2009年11月13日から2013年3月22日まで（175週、177回）週刊配信されていた。2013年3月28日の『週刊トロ・ステーション』サービス終了に従い、配信終了。足掛け6年半の歴史に幕を下ろしている。
2011年12月17日からは、『みんなといっしょ』でも配信を受けられるようになっていた。
2007年1月に「日曜日はお休み」とアナウンスされ、2006年いっぱいで終わり以降はお休みにするつもりだったが、「年末ジャンボで3000円が当たった喜びのあまり、その勢いで1月7日分を配信してしまったらそのままずるずるになってしまった」旨を1周年経過後の2007年11月12日の配信（まいいつ第369回）で述べている。最終的には週刊トロ・ステーション時代に2011年3月18日配信週が東日本大震災の影響で配信延期となった1回のみを除き、一日、一週も休むことなく配信されている。
配信内容は時事ニュースや新作ゲームの紹介はもとよりRollyなどソニーの自社グループ製品、グルメ情報や教養ネタ、日本各地のイベントやお祭り、果てはギャンブル（toto予想など）、ネットのサブカルチャー（ニワンゴへの取材が行なわれたニコニコ動画、"本人登場"した初音ミク、実際に番組セットを再現した『ザ☆ネットスター!』）まで幅広く取り上げられている。また、2008年11月15日から16日にかけて「トロ・ステーション2周年記念」と銘打ち、24時間に渡って毎時更新する「トロステ24時間マラソン」企画が実施された。
2009年8月4日に第1000回目を配信、連続配信1000日間を達成した。これに併せて「ゲームコンテンツ連続配信記録」として、ギネス・ワールド・レコーズに世界記録の申請を行い、2011年8月に『まいにちいっしょ』『週刊トロ・ステーション』双方を合わせた「トロ・ステーション」としてのニュースコンテンツ配信件数1,591件（2011年5月15日時点）が認められ、「最も多数のニュースを配信したゲーム機向けのサービス」としてギネス認定を受けた。その後、2013年3月8日配信（週トロ第175号）までの時点で2,116件のニュースを配信したのを、同年3月15日の配信（週トロ第176号）で伝えている。

## 主なコーナー
2回以上放送されたものについて書くこととする。

### まいいつ・週トロ共通
トロステ劇場
トロ、クロ、ニャバター、ポケピ、テレビさん、プロデューサーさん達で取り上げたゲーム・作品について説明を交えながら演じる。主にあらすじ・世界観・登場人物・システムが説明される。また、大作ではあるが知っている人と知らない人の差が大きい作品（『ガンダム』や『銀河英雄伝説』など）では要点を押さえつつもわかりやすく噛み砕いて説明される。パロディネタも豊富ではあるが、知っている人しか分からないマニアックなネタも多い。ゲーム内の登場人物や敵キャラなどが登場し説明してくれることもあるが、時折はじけた口調になってしまうこともあるため、「※実際の作品ではこのように喋りません」という注意書きが頻繁に出る。また、オリジナルの技を放つこともあり、その際は「※実際の作品には入っていません」といった注意書が出る。また、派生版の「トロステ経済劇場」や「トロステ妖怪劇場」もある。
コンテスト
プレイヤーの部屋、庭、ニャバターをコーディネートし、その腕前を競う。部屋の場合は「お部屋コンテスト」（『週トロ』からは一般会員は空き地で暮らすため「お部屋・お庭コンテスト」と変更）、庭の場合は「お庭コンテスト」、ニャバターの場合は「ニャバターコンテスト」と変わる。入賞作品には限定アイテムがもらえる。また、入賞できなくても参加賞がもらえる。
ご当地グルメ
全国各地のご当地グルメを紹介するコーナー。月1 - 2回のペースで放送。毎回1つの都道府県を取り上げその県の有名なグルメを紹介する。全都道府県を紹介する前に『週トロ』に移行。移行後はしばらく行われなかったが復活を賭けたアンケートで圧勝、復活となった。復活後は2ndシーズンとして会員限定小枠で隔週の放送となり1都道府県につき2回にわたって放送する。
2011年9月の紹介（福島県編）をもって足かけ4年5か月に渡る全都道府県紹介を達成し完結となったが、その後「NEXT」が始まっている。
エイプリルフール
毎年4月1日のエイプリルフールに行われるネタ回。バレバレな嘘発表をしたあと、直後・小料理屋九八〇円などでバラす。『週トロ』移行後は前週にわざわざ「特報発表」と謳い、臨時で4月1日に配信するなど事前に告知することが恒例となっている。2012年はやらなかった。
- 2008年
  - 予定されていた4月中のアップデートがないという本当の話

- 2009年
  - 翌日からピポサルに乗っ取られて「サル・ステーション」が始まるという話。

- 2010年
  - トロステ3D化（実際はステレオグラムを使っての立体化）と新作ゲーム「トロ根クエストII」の発表（実際に体験版がプレー可能）

- 2011年
  - 「トロステに新メンバー加入?しかもその新メンバーにプロデューサーとクロが食われる?」と新作ゲーム「トロ根クエストIII」の発表（前作を元にデータ引き継ぎの実装、新敵キャラの追加を行ったバージョン）

### まいいつ時代
ジュンのお気楽ガーデニング
新しい庭に引っ越したジュンが誰でも簡単にできるガーデニングを教える。このコーナーのみクロがハブられている。最初は無農薬にこだわっていたがしだいに嫌気が差し少量ではあるが農薬を使用。さらにはあまりにも放置していたせいで結果は散々。しかもリッキーが育てていた分を自分たちの成果と捏造していたことにより強制的にコーナーが打ち切られた。しかし、ジュンはリベンジを希望している。
リッキーのサバイバル講座
「世知辛い世の中」を生き抜くべくサバイバルの達人リッキーが家庭でも簡単にできるサバイバル術を伝授してくれるコーナー。
わかったつもり？偉人伝
有名な偉人のしられざる素顔（エピソード）を紹介する。ラストはトロがまとめるのだが的外れなことが多い（後半はだいたいあっていることが多くなった）。

### 週トロ時代
クロ歴史シリーズ
クロが「簡単になれて」「仕事が楽で」「たっぷりお金がもらえて」「おねーさんにモテて」「声優さんに近づくことができる」職業を追い求め、いろいろな職業の人にインタビューする。旧トロステ末期の単発ニュースであったが、『週トロ』時代に入ってからシリーズ化した。ライトノベル作家や声優、漫画家など上記の条件に近い職業から宇宙飛行士、絵本作家など夢のある仕事も紹介している。しかしながらすべての職業においてクロは挫折しており、それでも諦めないクロにトロをはじめとするポケピ達も辟易している。
アンケート
会員限定ニュース。今後の『トロステ』を良くするために『トロステ』で取り上げてほしいもの（ゲームタイトル・職業など）を会員に答えてもらう。また、ブルーレイマイスターの時のように一般会員もできたり選択肢制の場合もある。なお、初回のゲームタイトルの際に「30文字まで」という制限の中でめいっぱいゲームタイトルを詰め込むプレイヤーが続出し集計が困難、月面基地のウサギさん達がリアルに死にかけたという事があったため現在は「1項目しか答えられない」が暗黙の了解として存在している。
トロステ編集会議
会員限定ニュース。毎回SCE本社（正確には旧SCE本社の玄関）にてクロとプロデューサーさん（まれにトロやニャバターも参加）による編集会議。今後のトロステを良くするために2択のアンケートを実施。プレイヤーはその中のどちらかを選ぶ。ただし賭け金（チョコの購入代名目で取られたことも）として10みャイル支払う必要がある。後日結果発表を行い、アンケートの場合多数派になれば、予想では的中すれば勝利。その意見が反映されるだけでなく、賭け金が10倍返しの100みャイルになって返ってくる。また、第2回からは配当に加えお部屋アイテムの金のトロフィーがもらえるようになった（第1回勝者にもさかのぼって贈呈）。また、それ以外のアイテムがもらえることもある。最近では編集会議という名目はおざなりとなり、ちょっとしたギャンブル回状態になっている。
| 回数  | お題                                                              | クロ側      | トロ・P側   | 備考 |
| ----- | ----------------------------------------------------------------- | ----------- | ----------- | --- |
| 第1回 | ご当地グルメ。復活か否か?                                         | 復活しない  | 復活させる  | 圧勝。ちゃんと次週から復活した。                                                                          |
| 第2回 | クリスマスネタをやるか否か?                                       | やらない    | やる        | 負けたクロは1人で逃げたがみんなに誘われクリスマスを楽しんだ。                                             |
| 第3回 | バレンタインデー、どっちにチョコをあげる?                         | クロ        | トロ        | 大接戦の末トロに軍配。 ホワイトデーでは結果に関わらず投票したキャラのチョコ（お部屋アイテム）がもらえた。 |
| 第4回 | 2010年の東京の桜の開花はいつ?                                     | 3月25日以降 | 3月24日以前 | 気象庁発表では3月22日に開花。初の「多数派では勝てない」お題。                                             |
| 第5回 | 2010 FIFAワールドカップ グループトーナメントでの日本の得失点差は? | 1点以下     | 2点以上     | 1-0、0-1、3-1の2点。下馬評が低かったせいか、初めて勝者が半分以下だった。                                  |

月面基地から
会員限定ニュース。月1回、最終週に放送。クロ（まれにトロ・ニャバターも）が月面基地で働いている満月ちゃんの報告を聞くというもの。内容は主にその週に行ったアンケートの裏話が多い。最近はクロが関与していない投稿ネタバトル関係が多く、枠をつぶそうとするクロに毎回強烈な一撃を与えている。また、会員にはお部屋アイテムの翌月のトロステカレンダーがもらえる。当初はPSPには何もなかったが後にカレンダーと同じ絵のPSP用カスタムテーマが無料でもらえるようになった。
投稿ネタバトル
クロ以外のポケピが担当。初期は指定されたシチュエーションに合ったトロの面白いセリフを考える方式。現在はお題に合ったネタ（ポケピ達への質問。2011年の予言など。マジネタ、ウケ狙いの両方可）を投稿する。上位の作品（6 - 25作品）投稿者にはPS3からの投稿者には頭をやわらかくするDHAが入ったマグロをあしらったお庭アイテム「黄金のマグロ像」がもらえる。PSPからの投稿者は黄金のマグロをあしらったフォトフレームにジュン・ピエール・リッキー・スズキのうち1体とともに記念撮影ができる。ネタ投稿はプラチニャ会員限定。結果発表は一般会員も見ることができる。2011年9月の第10回放送をもって終了となった。
トロステ座
会員限定ニュース。月1回放送。『まいいつ』時代のニュースの中からまいいつアーカイブスでも見ることができないニュース（トロ関連、ゲーム関連以外のニュース）のうちよりすぐりの回をプレイバックとして見ることができる。セットも『まいいつ』時代のものになっている（置物などは初期設定のものを採用）。
とらドラ!ブルーレイ化計画
『まいいつ』時代からの継続企画。トロステ内で特集したブルーレイマイスター内の一企画である「ブルーレイ化投票（アンケートで1位を取った作品がブルーレイ化交渉権を獲得する）」でクロが大好きなテレビアニメ『とらドラ!』をブルーレイ化させるという試み。
第2回ブルーレイ化投票ではトロステ票では『とらドラ!』が1位だったものの、他媒体での票が伸びず『ゼーガペイン』が1位、『とらドラ!』は2位に終わった。しかし、結果に納得いかないクロが制作元のキングレコードに突撃、プロデューサーの山中隆弘と対談し、「もう一度検討する」という回答を得る。そして第3回投票では見事に1位を獲得。（投票4媒体中3媒体で1位）ファンのメッセージなども制作陣に届け、2011年1月に山中Pから「たとえ遅くなろうとも絶対に出す」「出す際には特典も付ける」と事実上のブルーレイ化宣言を得ることができた（「とらドラ!」のブルーレイ化決定のニュースはこのトロステが最初の発表の場となり、各種ニュースサイトでも「トロステ内で発表」と報じられた）。そして、2011年12月21日に完全限定生産で発売されることが決定された。なお、これらの回では『とらドラ!』内での名シーンをパロディしている他、贅沢にもオレンジを流しながらEDパロディをやるなどクロの『とらドラ!』愛が満ちた内容となっている。
ゲームっ子ほのぼのチャット壱号
チャット形式で進行するコーナー。それぞれがハンドルネーム（トロ=中トロ、テレビさん=天麗美、クロ=堕天聖、リッキー=格闘王、ピエール=紅薔薇）を使いゲームの紹介やカプポンの紹介を行う。ハンドルネームや語尾から身内であることはバレバレなのだが、本人たちは一切気づいていない（トロのみテレビさんといっしょにチャットを行っている）。なお、このチャットはプロデューサーさん（HNは腐炉出威宇沙亜）がリア友を作れるようスズキ（HNは超博士）に頼んで作ったのだが、入室したときに誰もいなかったり、会うと約束して詐欺をしたことにより入室禁止になるなど相変わらず不遇な扱いを受けている。また、このコーナーではネット上という設定のため、普段よりインターネットスラングが非常に多く飛び交う（中には2ちゃんねる・ニコニコ動画をかなり熟知していないとわからないネタも見受けられる）。あまりにも発言が自由奔放すぎたのでやらなくなったと2周年記念の時に言っている。
クロ懺悔室
元々は1周年記念で行った「クロ・ステーション」のコーナー。ひょうきん懺悔室のようにピエールを神父、ニャバター（プレイヤー）を神様に見立て、これまでに行ったクロの悪行を許すか許さないか（クロ歴史シリーズにも通ずる飽きっぽさ、三日坊主、露骨なゴリ押しなど）を判断する。許さないと判断した場合はクロに大量の水が浴びせられる。
小料理屋九八〇円/純喫茶980円→次回予告→かもの湯980円→月面基地
テレビさんが店主を務める小料理屋にてトロ、クロ、ニャバターとの編集後記兼打ち上げ。また、次回予告も発表される。毎回クロがテレビさんのことを「980円」と呼んではタライを落とされる（まれに電撃になったり、トロ・ニャバターが巻き添えになることも）。また、本編での出番がなかった時は愚痴ることも。なお、当初はネタバレ防止のため大枠2本を見なければ見ることができないことになっていたが後に最初から見られるようになった。
クロがお店の酒をツケで飲んでいたため、家賃を払えずお店をたたき出されてしまった。そのため新たな場所に移して「純喫茶980円」として再スタートを切ることとなった。
しかし、純喫茶も区画整理によるお店の立ち退きに遭い1年半で閉店。現在は自分の部屋で次回予告を行う。それから約1年半新たな場所に移して「かもの湯980円で次回予告をしている。終了直前スペシャル（第176号）では月面基地から「満月ちゃん」が次回予告をした。
トロステ落語
会員限定。古典落語や小咄をポケピたちが演じる形で紹介する。
世界の酒窓から
会員限定。クロが行きつけの居酒屋で酒類に関するうんちくを披露する。場所柄もあり最初から「できあがっている」ため、呂律が回らなかったり意味もなく盛り上がっていることが多い。
トロステクイズショウ
会員限定。二人のポケピ（組み合わせは毎回異なる）がそれぞれ得意なジャンルに関するクイズを出題する。正解数に応じてみャイルがもらえる。
ネコでもわかる?つまみ食い歴史講座
会員限定。歴史上の有名な出来事をトロステ流に解説。スペシャル版として無料枠で行われることもある。

## クロ枠
クロやトロの会話中（特にクロ）にはマニアックな小ネタも随所に登場する。ネタに関しても古今東西有名無名問わず使用しているため、全てを理解するのは非常に困難である。
こういったネタは通常回でもある程度入れられているが、その中でも特にマニアック度の高い題材（アニメやネット関係）は「クロ枠」と通称で呼ばれている。もともとは非公式名称だったが、現在では公式にも言及されている。
時折ネタが一作品に集中することもあり、ブルーレイマイスター投票が近づいた際は得票数を上げるようサブリミナル的に「とらドラ!」ネタを入れたこともある。また、2011年はクロの好きな『魔法少女まどか☆マギカ』のネタをたくさん入れ込んでいる、が、取材で出会った水橋かおり、加藤英美里にそれぞれ「マ…」「キュウ…」と呼びかけたところでストップをかけられている。また、トロは『美味しんぼ』に傾倒しており、食べた料理がおいしかった場合「中川、車を出せ!」といったボケをかますことがある。

## 放送事故
上記のような一方でクロによるコアなネタが展開される事が多い故、稀に失言あるいは自社グループ製品に対する自虐的な発言をして登場キャラクター（その殆どがクロ）が強制退場させられたり、後に内容の一部が削除されるなどの事故を起こすこともある。
内容的に不適切と判断されたもの、もしくはバグが発生した回に関してはニュース内容の修正、一時公開停止の処置が取られた事がある。なお、『まいにちいっしょ ポータブル』の初回起動時には利用規約として、「オンラインサービスで提供する情報は、当社の公式な見解を示すものではなく、またその真偽や内容については当社は一切保証をいたしません」という旨の注意書きが表示される。
- 2006年11月30日分の配信（第22回）においてトロが「今年の流行語」を取り上げる際の発言で他機種の名前を出してしまったため翌日までにカットされた。ちなみに丁度翌年の2007年11月30日分の配信（第387回）での「2007年の流行語特集」では、クロが「今年も修正覚悟でがんばって発表するみャ」と話している。この回では「流行語」と称して「ローゼンメイデン」やローゼン麻生のネタを出していた他、クロが取材費をネタ元であるニコニコ動画のプレミアム会員費につぎ込んでいる事が発覚し番組終盤に強制退場（放送事故を知らせる画面には「Nice boat.」のニコニコ動画風字幕）、クロが居たデスクには黒い招き猫が置かれた。簡単にいえば、彼自身が修正・消去されてしまった訳である。更に翌年の2008年11月30日分の配信（754回）ではこれらの事を踏まえて『完全自粛バージョン』とクロが冒頭で言ったが、確かに自粛はしたが終盤で「もう、クロのオジサン化にはついていけませんニャ」とクロのギャグをスルーしたトロに対し「全身白髪ネコの分際で！！」とクロが言った事で喧嘩が勃発（トロが激怒し「SHAZAIせよ!SHAZAIせよ!（元ネタは漫画『デトロイト・メタル・シティ』のヨハネ・クラウザーII世のセリフ「SATSUGAIせよ」である）と発言している）。放送事故を知らせる画像（Windows XPのデスクトップ壁紙風）の後、クロが「オレっち、今年はどこにも飛ばされていない･･･！」と、完全自粛した甲斐があった事に喜んでいた。
- 2006年12月18日分の配信（第40回）において放送終了後もクロが部屋の中に居座るバグが発生し朝までに修正、2008年1月31日分の配信（第449回）は当初、初の動画コンテンツ（映画版『男塾』の予告編）を使用したものだったが閲覧終了後にバグが発生し予定されていた放送とは違う「アメリカンジョーク 続リターンズ」に差し替えられた。なお、この回は同年2月2日に再度配信されている。事件翌日の放送はお庭機能拡張のお知らせだったが、その中でトロは「よかった…消えてなくなったり変な空間に飛ばされたりしないんだね」と話している。

## みャイル
視聴終了時には「みャイル」というゲーム内ポイントが入手できる。
みャイルポイントを貯めることで、部屋に飾る「もようがえ」アイテムやトロへの「おくりもの」アイテムなどと交換することができる（2007年7月1日以前は「みャイル」は存在せず、おくりものアイテムがもらえるルーレットゲームになっていた）。また、みャイルポイント以外にも番組を視聴することによってのみ入手できるもようがえアイテムも数多く存在する。
「みャイル」の表記は「み」のみひらがなが正式な表記であるが、ブログなどユーザー側では「みゃイル」と誤記されている例が多い。
なお、PSP版では番組内でアイテムが配布される箇所では代わりにみャイルポイントが配布されている。

## コラボ作品
SCEを代表するコンテンツに加え、各作品を紹介する縁でコラボ商品が誕生している。また、他作品にトロ・クロがゲストキャラとして参戦することも多い。以下はその一例。
- みんなのGOLF5と「みんGOL×まいいつ祭」を展開、みんGOL5に追加キャラクターとしてトロが参戦（別売り）。また、ラウンジアバターにもポケピを模したものが登場。まいいつではみんGOLの衣装が発売。また、コラボゲーム『みんニャのパターゴルフ』も発売。
- 電撃PlayStationを発売するアスキー・メディアワークスと公式ガイドブック『まいにちいっしょ トロクロおきらくBOOK』を発売し、共同取材も行った。
- たびたび特集している初音ミクとタイトーのコラボで初音ミクの服を着たトロ・クロのリボルテックが発売。そのほかにもプライズアイテムとしてミクバージョンのぬいぐるみなどがリリース。
- ネタ発言などの元であるニコニコ動画とタイトーのコラボ企画で、ニコニコユーザー考案のデザインを元にプライズアイテムを製作。
- SCEの2009年新卒採用コンテンツ内には「出張トロ・ステーション」が独自に配信されている[10]ほか、修理サービスの「プレイステーションクリニック」紹介ページにもトロ・ステーション"風"の映像が配信されている[11]。
- 魔法少女まどかマギカに登場する見滝原中学校制服バージョンとキュウべぇバージョンのぬいぐるみがプライズとして登場。
- 俺の妹がこんなに可愛いわけがないから桐乃（トロ）と黒猫（クロ）のコスプレをしたぬいぐるみが発売。

### ゲスト参戦
- 日本一ソフトウェアの魔界戦記ディスガイアシリーズにゲストキャラや武器として登場。
- 白騎士物語 光と闇の覚醒の配信クエストに登場。クリアするとトロ・クロの装備がもらえる。
- セガの『戦場のヴァルキュリアシリーズ』公式サイトのブログに出張出演[12]。ゲーム内でもステッカーとして登場。
- 同様にファンタシースターポータブル2にも出演。トロ・クロが出演するほか、テレビさんを「グレネード」として使うことができる。
- テイルズ オブ グレイセス Fではトロの着ぐるみが登場。
- モンハン日記 ぽかぽかアイルー村では特定クエストクリアでトロ・クロの被り物がもらえる。
- MAPLUS ポータブルナビ3ではトロとクロが案内をしてくれる着せ替えバージョンがリリースされた。
- ストリートファイター X 鉄拳にトロ・クロが参戦。

## 映像ソフト化
『まいにちいっしょ』時代の物については、『まいにちいっしょ トロクロおきらくBOOK』（アスキー・メディアワークス、2009年4月発行）の付録DVDに、傑作選と特別編2本が収録されている。
『週刊トロ・ステーション』時代では、第2号『マクロスF』特集が『劇場版マクロスF〜イツワリノウタヒメ〜 Hybrid Pack』（バンダイナムコゲームス、2010年10月7日発売）に、第29号『Angel Beats!』特集が『Angel Beats!』BD/DVD第7巻（アニプレックス、2010年12月22日発売）に、それぞれ映像特典として収録されている。